# ファシスト暦

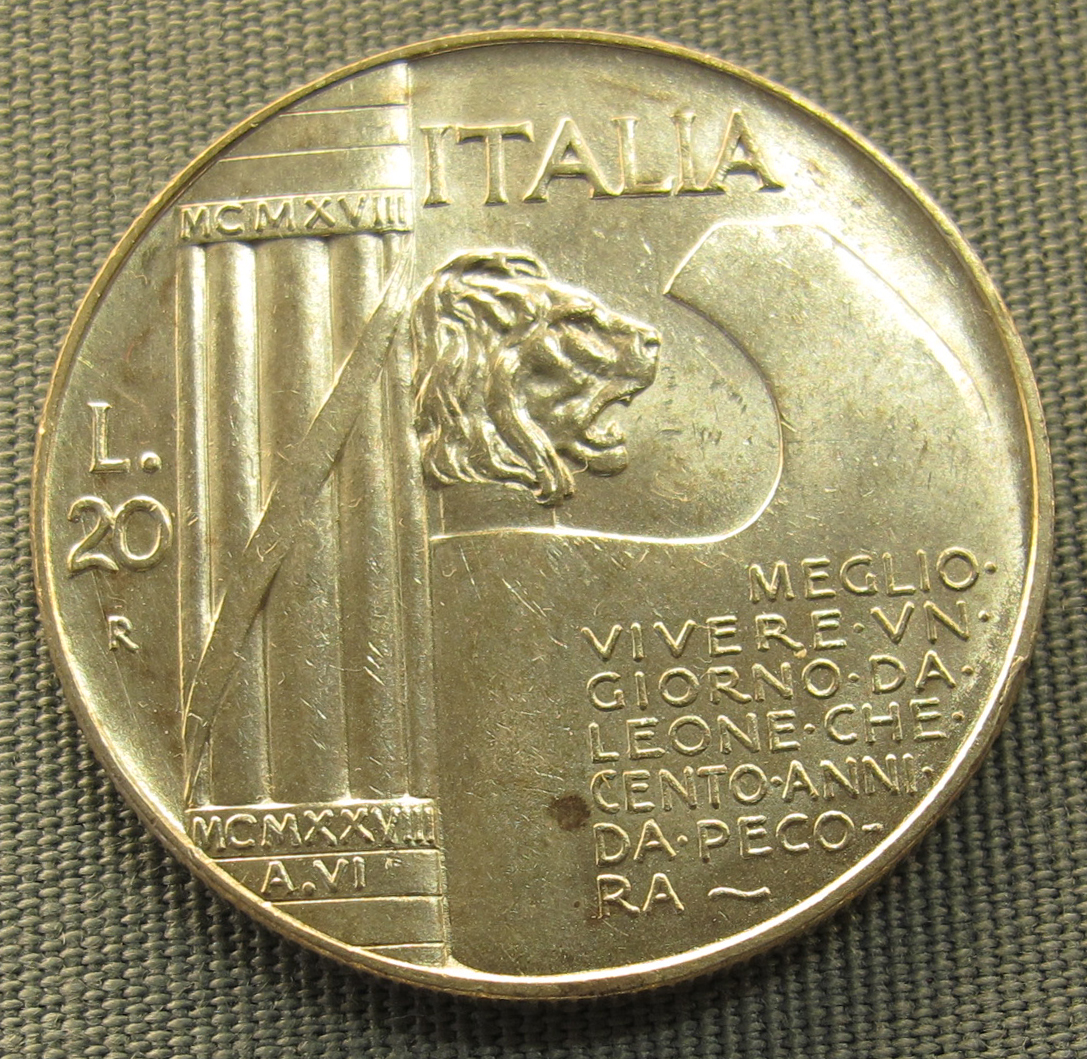
MCMXXVIII A.VI（1928年・ファシスト暦6年）と刻印されたイタリアの硬貨

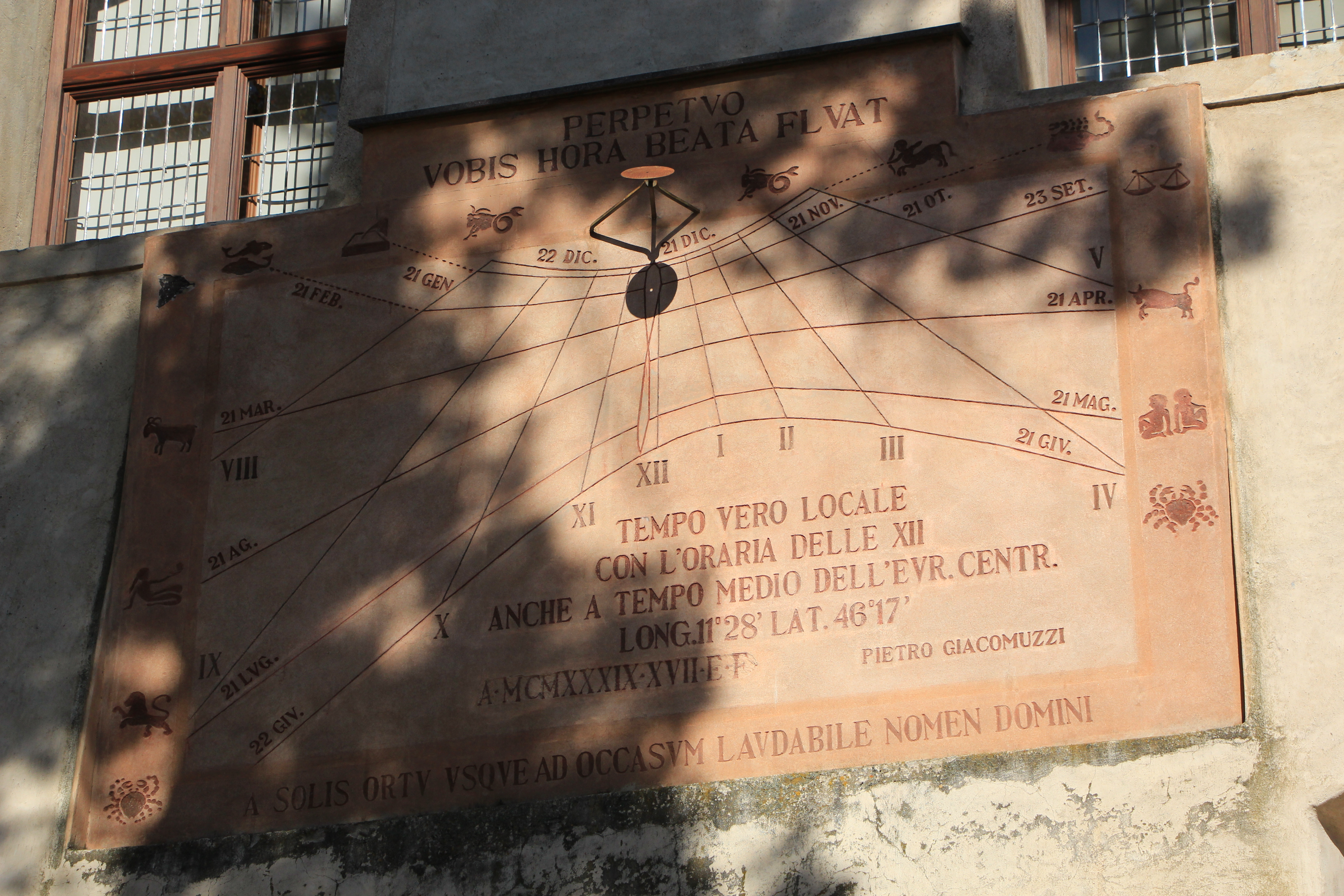
トレント自治県カヴァレーゼにある、MCMXXXIX XVII E F（1939年・ファシスト暦17年）と刻まれた日時計

ファシスト暦（ファシストれき、伊: Era Fascista）は、ファシスト党政権時代のイタリア王国において使用されていた紀年法。

## 概要
ローマ進軍、より正確には1922年10月29日のベニート・ムッソリーニの首相就任が、ファシスト暦の1日目となる。この暦は1926年に導入され、1927年（ファシスト暦5年、Anno V）に公式のものとなった。略称は "A.F." で、これは "Anno Fascista" の頭文字を取ったものである。フランス革命暦の影響を受けて作られた。
ファシスト暦の日付表記は、グレゴリオ暦の日付とそれに対応するローマ数字表記のファシスト暦という構成で書かれることが多く、ファシスト党によるプロパガンダの一環として、古代ローマの図像が流用された。
ファシスト暦は、"Anno XIX" や "A. XIX"（ファシスト暦19年）、または "E.F." と表記される場合がある。
この暦はイタリアの公共生活において、「ブルジョア」のグレゴリオ暦から置き換えられることを意図しており、1939年には、新聞は元日について書くことを禁止されていた。

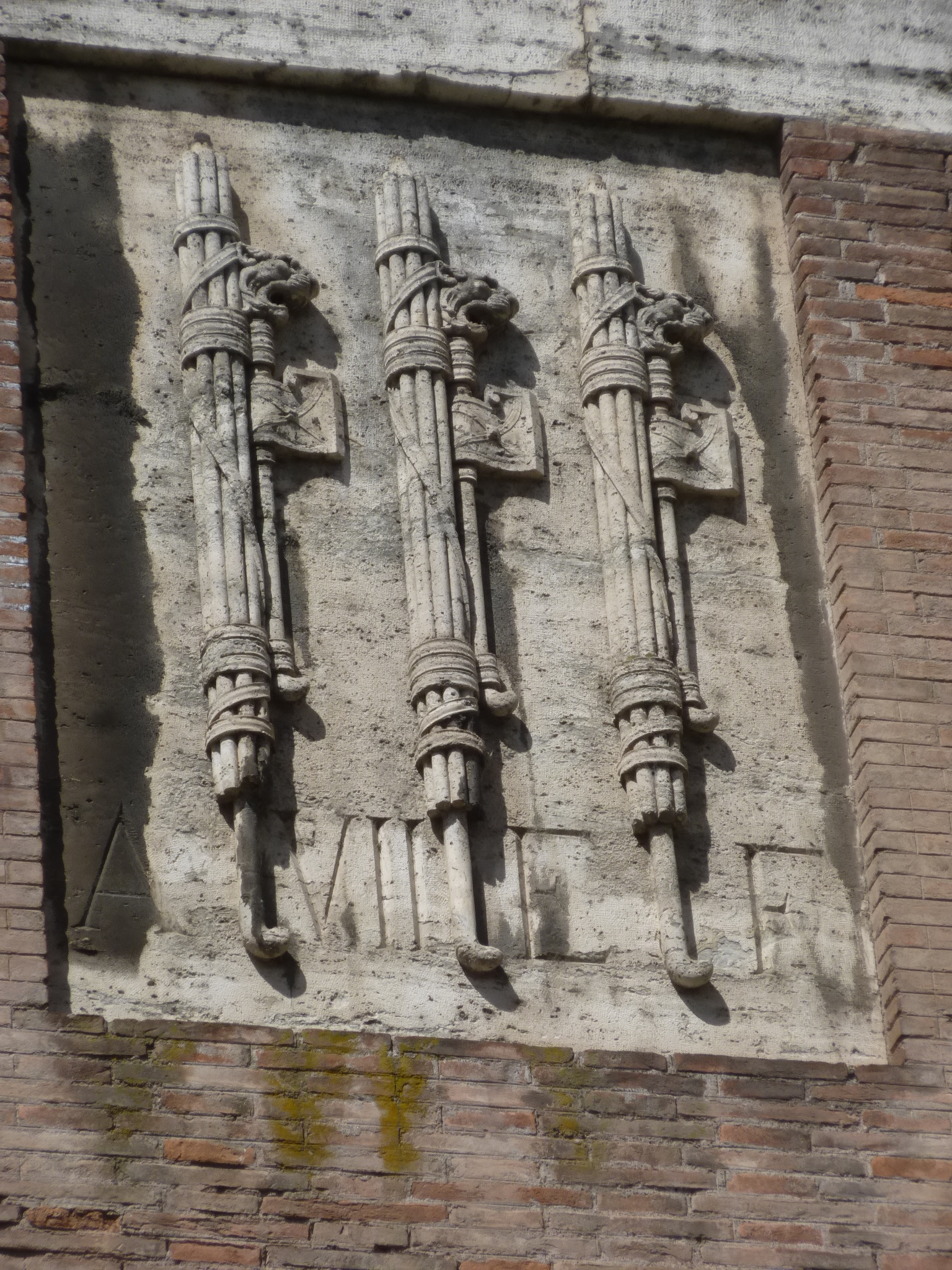
A. VII E.F.（ファシスト暦7年、Anno VII Era Fascista）と刻まれたマルケッルス劇場の飾り板と束桿のモニュメント

ローマ進軍から10周年に当るファシスト暦10年（Anno X）は、古代ローマの祭り "Decennalia" を想起させる "Decennale" という名で呼ばれていた。この年のファシスト党によるプロパガンダの目玉は、ファシスト革命の展示であった。
当時の日本の文書にもファシスト暦は見られ、例として1940年（昭和15年、ファシスト暦18年）9月27日に調印された「日本國、獨逸國及伊太利國間三國條約」（日独伊三国間条約）の末尾には、「昭和十五年九月二十七日即チ千九百四十年、『ファシスト』暦十八年九月二十七日『ベルリン』ニ於テ本書三通ヲ作成ス」と記されている。
1943年（ファシスト暦21年、Anno XXI）のファシスト党政権の崩壊により、ファシスト暦はイタリアの大部分で廃止されたが、1945年（ファシスト暦23年、Anno XXIII）4月のムッソリーニの死まで、イタリア社会共和国では使用され続けた。
現在でもイタリアの多くの記念碑には、ファシスト暦の日付が残されている。

## 西暦との対照表
| ファシスト暦 | 元年   | 2年    | 3年    | 4年    | 5年    | 6年    | 7年    | 8年    | 9年    | 10年   |
| ------------ | ------ | ------ | ------ | ------ | ------ | ------ | ------ | ------ | ------ | ------ |
| 西暦         | 1923年 | 1924年 | 1925年 | 1926年 | 1927年 | 1928年 | 1929年 | 1930年 | 1931年 | 1932年 |
| ファシスト暦 | 11年   | 12年   | 13年   | 14年   | 15年   | 16年   | 17年   | 18年   | 19年   | 20年   |
| 西暦         | 1933年 | 1934年 | 1935年 | 1936年 | 1937年 | 1938年 | 1939年 | 1940年 | 1941年 | 1942年 |
| ファシスト暦 | 21年   | 22年   | 23年   |        |        |        |        |        |        |        |
| 西暦         | 1943年 | 1944年 | 1945年 |        |        |        |        |        |        |        |